# Abraham Ahlquist
Abraham Ahlquist (o Abraham Ahlqvist) (5 de julio de 1794-9 de julio de 1844) fue un religioso, naturalista, botánico, político, anticuario, sueco. Era hijo del vicario de la Asamblea Resmo Pehr Ahlqvist y de María Fornander.
En 1804, concurrió a la escuela en Kalmar 1804; y estudiante en la Universidad de Upsala, desde 1813; obtiene su Maestría el 16 de junio de 1818; es ordenado el mismo año el 20 de diciembre, en Kalmar; es docente en Kalmar desde 1820; y rector desde el 28 de marzo de 1826; su grado pastoral el 30 de abril de 1825; siendo vicario de Runstens.
Fue miembro del Parlamento entre 1828 y 1834, e inspector de Educación para Borgholm en 1841.

## Algunas publicaciones
- 1821. Anmarkningar om Olands Fysiska Beskaffenhet och Vegetation (Observaciones sobre las características físicas y la vegetación Oland). Ed. Kongl. Vetensk. Acad. Handlingar
- 1815. Flora Runsteniensis

- La abreviatura «Ahlq.» se emplea para indicar a Abraham Ahlquist como autoridad en la descripción y clasificación científica de los vegetales.[1]